# Baron Compton
Baron Compton war ein erblicher britischer Adelstitel in der Peerage of England. Die Barony by writ ruht seit 1855.

## Verleihung und weitere Geschichte des Titels
Der Titel wurde am 8. Mai 1572 für Henry Compton geschaffen, indem dieser durch Writ of Summons ins House of Lords berufen wurde.
Sein Sohn und Erbe William Compton, 2. Baron Compton, wurde 1618 auch zum Earl of Northampton erhoben. Dessen Sohn, der spätere 2. Earl, wurde am 1. April 1626 durch Writ of Acceleration ins House of Lords berufen und erbte dadurch vorzeitig den Titel 3. Baron Compton. Ebenso wurde der spätere 5. Earl bereits am 28. Dezember 1711 durch Writ of Acceleration vorzeitig 6. Baron Compton. Nach dessen Tod 1754 fiel die auch in weiblicher Linie erbliche Baronstitel an seine Tochter Charlotte, die bereits 1740 von ihrer Mutter den Titel Baroness Ferrers of Chartley geerbt hatte. Ihr Sohn und Erbe George Townshend wurde 1784 auch zum Earl of Leicester erhoben und erbte 1807 von seinem Vater die Titel 2. Marquess Townshend, 5. Viscount Townshend und 5. Baron Townshend. Beim kinderlosen Tod seines Sohnes, des 3. Marquess, fielen die Townshend-Titel an eine andere Linie der Familie, das Earldom Leicester erloschen und die Baronien Ferrers of Chartley und Compton fielen in Abeyance zwischen seinen Schwestern bzw. deren Nachkommen.

## Liste der Barone Compton (1572)
- Henry Compton, 1. Baron Compton (1544–1589)
- William Compton, 1. Earl of Northampton, 2. Baron Compton († 1630)
- Spencer Compton, 2. Earl of Northampton, 3. Baron Compton (1601–1643)
- James Compton, 3. Earl of Northampton, 4. Baron Compton (1622–1681)
- George Compton, 4. Earl of Northampton, 5. Baron Compton (1664–1727)
- James Compton, 5. Earl of Northampton, 6. Baron Compton (1687–1754)
- Charlotte Townshend, 15. Baroness Ferrers of Chartley, 7. Baroness Compton († 1770)
- George Townshend, 2. Marquess Townshend, 8. Baron Compton (1753–1811)
- George Townshend, 3. Marquess Townshend, 9. Baron Compton (1778–1855) (Titel abeyant 1855)